# Winter Beach
Winter Beach es un lugar designado por el censo ubicado en el condado de Río Indio en el estado estadounidense de Florida. En el Censo de 2010 tenía una población de 2.067 habitantes y una densidad poblacional de 115,78 personas por km².

## Geografía
Winter Beach se encuentra ubicado en las coordenadas 27°42′55″N 80°25′29″O / 27.71528, -80.42472. Según la Oficina del Censo de los Estados Unidos, Winter Beach tiene una superficie total de 17.85 km², de la cual 17.81 km² corresponden a tierra firme y (0.22%) 0.04 km² es agua.

## Demografía
Según el censo de 2010, había 2.067 personas residiendo en Winter Beach. La densidad de población era de 115,78 hab./km². De los 2.067 habitantes, Winter Beach estaba compuesto por el 88.53% blancos, el 6.29% eran afroamericanos, el 0.29% eran amerindios, el 1.94% eran asiáticos, el 0.05% eran isleños del Pacífico, el 1.26% eran de otras razas y el 1.64% pertenecían a dos o más razas. Del total de la población el 8.9% eran hispanos o latinos de cualquier raza.